# 아사이 에리코
아사이 에리코(일본어: 浅井 えり子, あさい えりこ, 1959년 10월 20일 ~ )는 일본의 은퇴한 육상 선수로 주 종목은 마라톤이다. 1986년 서울에서 열린 아시안 게임에서 마라톤 종목 금메달을 획득했으며, 1988년 서울에서 열린 올림픽 여자 마라톤에 참가하였다. 1994년에는 나고야 마라톤 대회에서 우승했다.

## 대회 성적
| Event            | 1986 | 1987 | 1988 | 1989 | 1990 | 1991 | 1992 | 1993 | 1994 |
| ---------------- | ---- | ---- | ---- | ---- | ---- | ---- | ---- | ---- | ---- |
| 하계 올림픽      |      |      | 25위 |      |      |      |      |      |      |
| 세계 선수권 대회 |      | 26위 |      |      |      |      |      |      |      |
| 아시안 게임      | 1위  |      |      |      |      |      |      |      |      |